# Waldshut
Waldshut é um distrito da Alemanha, na região administrativa de Freiburg , estado de Baden-Württemberg.

## Cidades e Municípios
- Cidades:

1. Bad Säckingen
2. Bonndorf
3. Laufenburg
4. St. Blasien
5. Stühlingen
6. Waldshut-Tiengen
7. Wehr

- Municípios:

1. Albbruck
2. Bernau
3. Dachsberg
4. Dettighofen
5. Dogern
6. Eggingen
7. Görwihl
8. Grafenhausen
9. Häusern
10. Herrischried
11. Höchenschwand
12. Hohentengen
13. Ibach
14. Jestetten
15. Klettgau
16. Küssaberg
17. Lauchringen
18. Lottstetten
19. Murg
20. Rickenbach
21. Todtmoos
22. Ühlingen-Birkendorf
23. Weilheim (Waldshut)
24. Wutach
25. Wutöschingen